# Bridget Flanery
Bridget Christine Flanery (Guthrie Center, 24 maart 1970) is een Amerikaans actrice.

## Filmografie

### Vaste rol
- Will & Grace (2005)
- The Outsider (1998)
- Sabrina, the Teenage Witch (1996-1998)
- Teen Angel (1997-1998)
- Unhappily Ever After (1997)
- Knots Landing: Back to the Cul-de-Sac (1997)
- Fatal Expressions (1996)
- Sweet Valley High (1994-1996)

### Eénmalig
- Two and a Half Men (2008)
- Out of Practice
- Without a Trace (2005)
- The Love Boat: The Next Wave (1999)
- Babylon 5 (1998)
- Beyond Belief: Fact or Fiction (1998)
- Pearl (1997)
- California Dreams (1996)
- 7th Heaven (1996)
- Boy Meets World (1996)
- Weird Science (1996)